# Peter Abrahamsson
Peter Anders Abrahamsson, född 18 juli 1988 i Jörlanda, är en svensk fotbollsmålvakt som spelar för BK Häcken. Han spelade tidigare för Örgryte IS.

## Klubbkarriär
Efter att Dick Last skadat sig i en match mot Jönköping Södra fick Abrahamsson hoppa in till andra halvlek.
Han gjorde en bra match, och i en omröstning på Örgryte IS webbplats fick Abrahamsson nästan hälften av rösterna för bästa ÖIS-spelare i matchen. 2008 tog över platsen som förstamålvakt, efter att för det mesta ha varit reservmålvakt bakom Dick Last. 
I november 2013 skrev Abrahamsson ett treårskontrakt för BK Häcken. Under säsongen 2022 spelade han 27 matcher och höll nollan i fem matcher då BK Häcken vann sitt första SM-guld. I september 2023 förlängde Abrahamsson sitt kontrakt i BK Häcken fram över säsongen 2025.

## Landslagskarriär
Den 8 januari 2017 debuterade Abrahamsson i Sveriges A-landslag i en 2–1-förlust mot Elfenbenskusten.

## Karriärstatistik
| Klubb              | Säsong             | Liga               | Liga    | Liga | Svenska cupen | Svenska cupen | Internationell cup | Internationell cup | Totalt  | Totalt |
| Klubb              | Säsong             | Division           | Matcher | Mål  | Matcher       | Mål           | Matcher            | Mål                | Matcher | Mål    |
| ------------------ | ------------------ | ------------------ | ------- | ---- | ------------- | ------------- | ------------------ | ------------------ | ------- | ------ |
| Örgryte IS         | 2007               | Superettan         | 1       | 0    | 0             | 0             | —                  | —                  | 1       | 0      |
| Örgryte IS         | 2008               | Superettan         | 15      | 0    | 0             | 0             | —                  | —                  | 15      | 0      |
| Örgryte IS         | 2009               | Allsvenskan        | 0       | 0    | 0             | 0             | —                  | —                  | 0       | 0      |
| Örgryte IS         | 2010               | Superettan         | 30      | 0    | 2             | 0             | —                  | —                  | 32      | 0      |
| Örgryte IS         | 2011               | Division 1 Södra   | 25      | 0    | 0             | 0             | —                  | —                  | 25      | 0      |
| Örgryte IS         | 2012               | Division 1 Södra   | 23      | 0    | 0             | 0             | —                  | —                  | 23      | 0      |
| Örgryte IS         | 2013               | Superettan         | 26      | 0    | 4             | 0             | —                  | —                  | 30      | 0      |
| Örgryte IS         | Totalt             | Totalt             | 120     | 0    | 6             | 0             | —                  | —                  | 126     | 0      |
| BK Häcken          | 2014               | Allsvenskan        | 0       | 0    | 1             | 0             | —                  | —                  | 1       | 0      |
| BK Häcken          | 2015               | Allsvenskan        | 17      | 0    | 4             | 0             | —                  | —                  | 21      | 0      |
| BK Häcken          | 2016               | Allsvenskan        | 29      | 0    | 6             | 0             | 2                  | 0                  | 37      | 0      |
| BK Häcken          | 2017               | Allsvenskan        | 26      | 0    | 5             | 0             | —                  | —                  | 31      | 0      |
| BK Häcken          | 2018               | Allsvenskan        | 28      | 0    | 4             | 0             | 3                  | 0                  | 35      | 0      |
| BK Häcken          | 2019               | Allsvenskan        | 29      | 0    | 7             | 0             | 2                  | 0                  | 38      | 0      |
| BK Häcken          | 2020               | Allsvenskan        | 12      | 0    | 4             | 0             | —                  | —                  | 16      | 0      |
| BK Häcken          | 2021               | Allsvenskan        | 21      | 0    | 1             | 0             | 2                  | 0                  | 24      | 0      |
| BK Häcken          | 2022               | Allsvenskan        | 27      | 0    | 3             | 0             | —                  | —                  | 30      | 0      |
| BK Häcken          | 2023               | Allsvenskan        | 28      | 0    | 5             | 0             | 11                 | 0                  | 44      | 0      |
| BK Häcken          | Totalt             | Totalt             | 217     | 0    | 40            | 0             | 20                 | 0                  | 277     | 0      |
| Totalt i karriären | Totalt i karriären | Totalt i karriären | 337     | 0    | 46            | 0             | 20                 | 0                  | 403     | 0      |

## Meriter
Örgryte IS
- Vinnare av Superettan: 2008

 BK Häcken
- Svensk mästare: 2022
- Svensk cupvinnare: 2016, 2019, 2023